# Radio Città del Capo
Radio Città del Capo è stata un'emittente radiofonica commerciale indipendente di Bologna. Ultimo editore è stato la NetLit srl, controllata al 100% dalla coop bolognese Open Group. Radio d'informazione, musica e cultura, Città del Capo trasmetteva su Bologna e provincia e in streaming dal sito www.radiocittadelcapo.it e tramite la app TuneIn fino alla chiusura avvenuta a maggio 2021.

## La storia
Radio Città del Capo nasce a Bologna nel 1987, in seguito all'uscita di numerosi redattori di Radio Città dalla casa madre, in contrasto alla decisione della cooperativa proprietaria della testata di imporre una direzione più fedele agli orientamenti del nuovo consiglio di amministrazione legato a Democrazia Proletaria, soggetto intervenuto a scongiurare la prevista chiusura dell'emittente. Il debutto della nuova radio risale al 12 ottobre 1987, nella prima sede di via Cartolerie. La storia è iniziata con Radio Città, fondata nel 1976 da giornalisti della redazione del quotidiano bolognese "Il Foglio". Era il tempo dell'esplosione delle Radio libere in Italia. In quell'anno a Bologna nasceva Radio Alice. A Milano si formava la cooperativa di Radio Popolare e l'emittente iniziava a trasmettere sulle frequenze di Radio Milano Centrale.
Agli inizi degli anni '90 la radio è tra i fondatori di Popolare Network e promuove l'autofinanziamento con l'abbonamento, ovvero propone ai suoi ascoltatori di comprare la radio come si compra un giornale versando una quota fissa annuale. In breve tempo raccoglie oltre mille abbonamenti, quota che garantisce l'indipendenza editoriale dell'emittente. Dopo il trasferimento nei nuovi studi di via Berretta Rossa, nel 2004, acquistata la frequenza 94.7 su cui trasmetteva Radio Fujiko e con l'ingresso dell'Arci di Bologna nella compagine societaria della cooperativa, la radio assume la denominazione di Città del Capo Radio Metropolitana. Nel corso del 2011 la cooperativa editrice della radio Not Available si fonde con la Coop Voli, dando vita alla Voli Group Soc. Coop. che troverà casa nell'ampio open space di Mura di Porta Galliera 1/2, accanto all'autostazione. La radio torna al nome originario: Radio Città del Capo. Successivamente, e fino al 2017, a gestire la radio diventa la cooperativa multisettoriale Open Group. Negli ultimi tempi, prima della chiusura, la radio è attiva solo sulla frequenza 96.300, in quanto l'altra frequenza 94.700 è stata ceduta prima a RDS e poi a Radio Canzoni e Sorrisi.
Il 30 aprile 2021 Open Group ha annunciato di avere venduto l'ultima frequenza Fm appartenente a Radio Città del Capo a Radio Subasio, del gruppo Mediaset, decretando di fatto la definitiva scomparsa della storica emittente bolognese. "Non reputiamo più strategica la radiofonia tradizionale in analogico", aveva spiegato Open Group nel novembre 2020 annunciando di volere investire sui podcast. Tutti i contenuti del sito web di Radio Città del Capo, www.radiocittadelcapo.it, sono stati oscurati.

## L'informazione
La colonna portante del palinsesto erano le edizioni del GR in Network trasmesse da Radio Popolare di Milano, le news e le tre rassegne stampa: quella dei titoli nazionali, quella delle testate locali e nazionali. La programmazione si suddivideva tra informazione, cronaca e approfondimento, a partire dal quotidiano spazio mattutino "Oltre le mura", seguito dal programma culturale "Piper", passando poi al pomeriggio con "Cotton Fioc", trasmissione dedicata alle novità musicali che spesso ospitava live in studio. Sostenibilità ambientale, multiculturalità, welfare e nuove tecnologie erano i temi di quattro trasmissioni curate dalla redazione, dalla stagione 2017/2018: AdattaMenti, Italia-Italie, Welfare e Pensatech.
Tra le trasmissioni settimanali "Libera Radio, voci contro le mafie", "Psicoradio", realizzata da una redazione di pazienti psichiatrici e "Serial K - Le serie tv in Radio", dal 2014 musica e recensioni sulle serie tv.
Molte produzioni radiofoniche realizzate dall'emittente, sia d'informazione che redazionali, sono state diffuse su circuiti di radio locali o sul web. Tra le produzioni editoriali si segnala il CD-rom "Microfoni da Genova" (2001), che contiene le registrazioni complete della diretta realizzata in occasione del G8 di Genova e le "Teche Sonore", una sezione del sito della radio dove erano ascoltabili tracce audio relative alla diretta e alla chiusura di Radio Alice nel marzo 1977.

## La musica
Fin dalla sua nascita Radio Città del Capo si caratterizzava per una programmazione musicale a 360 gradi: musica etnica, jazz, blues, rock, elettronica, rap, classica, lirica. Dai musicisti di strada ai gruppi emergenti del rock italiano, dalla musica popolare a quella sperimentale, la musica in diretta trovava spazio nella programmazione con la realizzazione di live nei quali venivano presentati musicisti affermati e non.
Negli ultimi anni sono passati dagli studi dell'emittente band italiane come Marta Sui Tubi, Dente, Le luci della centrale elettrica, Calibro 35, Nada, Zen Circus, Il Pan del Diavolo, Paolo Benvegnù, Perturbazione, Verdena, Jennifer Gentle e Giardini di Mirò. Molti anche gli artisti stranieri che hanno suonato in diretta a Radio Città del Capo, solo per ricordarne alcuni: Badly Drawn Boy, Gomez, Okkervil River, Mystery Jets, Band of Skulls, Black Mountain, Geoff Farina e Chris Brokaw.
La radio storicamente ha organizzato a Bologna numerosi concerti, dai Tuxedomoon ai Residents, dai Dead Can Dance a John Cale a Peter Hammill, fino a gruppi della scena internazionale all'epoca semisconosciuti: dai Nirvana ai Primus, Pixies e tanti altri. La compartecipazione dell'emittente all'organizzazione di live è avvenuta anche insieme alla storica etichetta bolognese indipendente Unhip Records; da questa collaborazione nasceva la rassegna "Murato", che ha portato a Bologna nomi come Codeine, Akron/Family, Mulatu Astatke, Califone e Deerhoof.